# Iepure roșu cu coada groasă
Iepurele roșu cu coada groasă sau cu coadă groasă (Pronolagus crassicaudatus) este o specie de mamifer din familia iepurilor, Leporidae. Are un cap maro-cenușiu cu porțiuni puțin nuanțate diferit și părți inferioare maro-roșiatice. Blana deasă este groasă și mai aspră decât la alte specii de iepuri din genul Pronolagus. Este endemic în Africa, fiind găsit în provinciile de sud-est ale Africii de Sud (Eastern Cape, Mpumalanga și KwaZulu-Natal), partea de est a țării Lesotho, Eswatini (Hoëveld și Lumbobo) și sudul țării Mozambic (Provincia Maputo). Este o erbivoră, hrănindu-se în principal cu iarbă. Se reproduce pe durata întregului an, iar unul sau doi pui sunt născuți de obicei vara. Uniunea Internațională pentru Conservarea Naturii a clasificat această specie ca fiind neamenințată cu dispariția.

## Taxonomie
Zoologul francez Isidore Geoffroy Saint-Hilaire a descris pentru prima oară iepurele roșu cu coada groasă în anul 1832 și l-a clasificat în genul Lepus, acordându-i denumirea Lepus crassicaudatus. Mamalogul Marcus Ward Lyon Jr. a plasat mai târziu iepurele roșu cu coada groasă în genul Pronolagus în 1906, iar speciei îi s-a acordat denumirea Pronolagus crassicaudatus. A fost anterior considerată drept subspecie a Pronolagus randensis.
În a treia ediție a Mammal Species of the World publicată în 2005, R. S. Hoffman și A. T. Smith au listat iepurele roșu cu coada groasă (Pronolagus crassicaudatus) ca specie separată și i-au inclus cele patru sinonime taxonomice: P. c. kariegae (Hewitt, 1927); P. c. lebombo (Roberts, 1936); P. c. lebomboensis (Roberts, 1936); și P. c. ruddi (Thomas și Schwann, 1905). Au descris relația taxonomică dintre P. crassicaudatus și P. randensis ca neclară. Există două subspecii ale iepurelui roșu cu coada groasă: Pronolagus crassicaudatus crassicaudatus (Geoffroy, 1832) și P. c. ruddi (Thomas și Schwann, 1905).

## Descriere
Iepurele roșu cu coada groasă este un iepure de dimensiuni mari, ce măsoară 46–53 cm în lungime, având o coadă de 3,5–11 cm, maro-roșiatică deschisă, de o nuanță mai deschisă decât a altor membri ai genului, și cântărește 2,4–3 kg. Are un cap maro-cenușiu cu porțiuni oarecum nuanțate diferit și cu obraji și bărbie gri sau albe-gri și o bandă albă-gri trecând lateral de-a lungul marginii fălcii până la zona nucală. Blana sa dorsală este maro cu porțiuni nuanțate diferit, cu părți negre, iar blana ventrală este maro spre o nuanță pală roșiatică cu pete și linii albe neuniforme. Coastele sunt mai palide decât blana dorsală și au mai puține fire de păr, care prezintă vârfuri negre. Părțile superioare și o parte din față a gâtului sunt de culoare maro-roșiatică, în contrast cu culoarea pieptului și a altei părți a gâtului. Părțile inferioare sunt cenușii, cu anumite părți de o nuanță roșcată. Urechile sunt scurte, măsurând 7,5–8,5 cm în lungime, cu puține fire de păr, și sunt gri în partea interioară și gri-albicioase pe partea exterioară. Zona nucală este de culoare maro până la cenușie, iar crupa este maro-roșiatică deschisă. Părul lânos îi este gri. Anumite părți ale tălpilor sunt maro-roșiatice, iar membrele din față și din spate sunt maro-roșiatice mate. Blana deasă este groasă și mai aspră decât la alți iepuri din genul Pronolagus. A fost raportat faptul că carnea sa are un iz comparabil cu urina.
Este similar cu iepurii din specia Pronolagus saundersiae, care sunt mai scurți, au urechi mai scurte și coada mai lungă.

## Răspândire și habitat
Iepurele roșu cu coada groasă este endemic în sudul Africii, fiind prezent în provinciile de sud-est ale Africii de Sud (Eastern Cape, Mpumalanga și KwaZulu-Natal), partea de est a țării Lesotho, Eswatini (Hoëveld și Lumbobo) și sudul țării Mozambic (Provincia Maputo). Trăiește pe terenuri abrupte și stâncoase, precum faleze, coaste de deal cu roci dispersate și bolovani, aflorimente de piatră și defileuri stâncoase cu iarbă comestibilă. Se refugiază în zone care conțin anumite⁠(en)[traduceți] graminee sau în vegetație joasă și deasă. Este găsit la altitudini de până la 1.550 m deasupra nivelului mării.

## Comportament și ecologie
Iepurele roșu cu coada groasă trăiește în colonii mici ce constă în câțiva indivizi. Este o specie nocturnă și se ascunde în pâraie sau prin roci, sub bolovani sau în iarbă deasă pe durata zilei. Este erbivor, hrănindu-se cu iarbă, în special cu iarbă tânără, buruieni și verdețuri. Din moment ce își obține umiditatea din rouă și hrană, este independent de apă, dar bea orice apă disponibilă. Noaptea călătorește la altitudini mai mari pentru a căuta graminee cu care să se hrănească. Are vizibilitatea bună, de 360 de grade, și simțul olfactiv și cel auditiv bune. Când își ridică urechile, o rețea de vene de la suprafața interioară radiază căldură pentru a reduce temperatura corpului. Perioada de reproducere și împerechere continuă de-a lungul anului. Cuibul este căptușit cu materie vegetală și blană de femelă. După o perioadă de gestație de o lună, 1 sau 2 pui ce cântăresc fiecare câte 70–100 g sunt născuți de către femelă, în general vara. Iepurele roșu cu coada groasă produce sunete mormăite când comunică cu alți membri ai speciei și țipete stridente și urlete când este alarmat. Se știe că luptă mușcând și lovind cu picioarele din spate când este încolțit. Poate trăi până la vârsta de 5 ani.
Printre prădătorii săi se numără toate carnivorele mai mari precum leoparzii, caracalii, pisicile sălbatice africane, șerpii și păsările răpitoare.

## Stare de conservare
Începând cu anul 1996, iepurele roșu cu coada groasă a fost clasificat ca specie neamenințată cu dispariția de către Uniunea Internațională pentru Conservarea Naturii pe lista sa. Asta pentru că este răspândit la nivel larg, are un areal larg (mai mult de 20.000 km²) și deși arealul și populația sa sunt în scădere, numărul de indivizi maturi din sălbăticie este mai mare de 10.000. Este abundent înăuntrul arealului său în parcuri provinciale, parcuri naționale și rezervații naturale și este de asemenea protejat de agenții de conservare a naturii provinciale drept specie vânată ca activitate sportivă în timpul sezonului.
Activități umane precum dezvoltarea așezărilor, agricultura și vânătoarea în zone rurale reprezintă o amenințare pentru iepurele roșu cu coada groasă din cauza căreia populația sa este în scădere. Din anii 1900 încoace, mai mult de 21 % până la 50 % din habitatul său a fost distrus, aspect care a fost prevăzut că va rămâne între 21 % și 50 % până în 2022, populația scăzând cu 20 % sau mai mult până atunci.